# Sara Dallin
Sara Elizabeth Dallin (ur. 17 grudnia 1961 w Bristolu, Wielka Brytania) – współtwórczyni (razem z Siobhan Fahey i Keren Woodward) i wokalistka brytyjskiego zespołu Bananarama.
Obecnie Sara mieszka w Londynie ze swoim partnerem Basseyem Walkerem, mają córkę Alice.